# Narancsmajna
A narancsmajna (Mino anais) a madarak osztályának verébalakúak (Passeriformes) rendjébe és a seregélyfélék (Sturnidae) családjába tartozó faj.

## Rendszerezése
A fajt René Primevère Lesson francia ornitológus írta le 1839-ben, a Sericulus nembe Sericulus Anaïs néven.

## Alfajai
- Mino anais anais (Lesson, 1839) - Nyugat-Pápua tartomány és Új-Guinea északnyugati része
- Mino anais orientalis (Schlegel, 1871) - Új-Guinea északi és északkeleti része
- Mino anais robertsonii (Albertis, 1877) - Új-Guinea déli része [2]

## Előfordulása
Új-Guinea szigetén, Indonézia és Pápua Új-Guinea területén honos. Természetes élőhelyei a szubtrópusi vagy trópusi síkvidéki esőerdők. Állandó, nem vonuló faj.

## Megjelenése
Testhossza 25 centiméter.

## Természetvédelmi helyzete
Az elterjedési területe nagyon nagy, egyedszáma ugyan csökken, de még nem éri el a kritikus szintet. A Természetvédelmi Világszövetség Vörös listáján nem fenyegetett fajként szerepel.